# Shin Tae-yong
Shin Tae-yong (11 de abril de 1969) é um treinador e ex-futebolista profissional sul-coreano que atuava como meia-atacante. Atualmente treina a Seleção Indonésia de Futebol.

## Carreira
Shin Tae-yong representou a Seleção Sul-Coreana de Futebol nas Olimpíadas de 1992.